# Jarosław Iwaszkiewicz
Jarosław Leon Iwaszkiewicz (Kalnik, Ucrania, 20 de febrero de 1894-Varsovia, 2 de marzo de 1980) fue un escritor polaco del siglo XX, poeta, dramaturgo, ensayista, crítico y traductor.

## Biografía
Nació en Kalnik, cerca de Kiev. Estudió Derecho en la Universidad de Kiev y música en el Conservatorio de la misma ciudad. En 1919, fue el cofundador —junto con Julian Tuwim y Antoni Słonimski— del grupo poético de vanguardia «Skamander». Entre 1923 y 1925 fue secretario del presidente del Parlamento de Polonia. Más tarde fue diplomático, primero destinado en Copenhague (1932-1935) y luego en Bruselas (1935-1936).
Después de la Segunda Guerra Mundial, fue diputado del Parlamento polaco desde 1952. A lo largo de su vida dirigió varias revistas literarias. Fue profesor de literatura en la Universidad de Varsovia. Tradujo del inglés, danés, francés, ruso, italiano y español al polaco.

## Obra publicada

### Poesía
Como poeta, es autor de Las octavas (1919), El verano de 1932 (1933) y La geografía del tiempo feliz (1977), entre otros.

### Narrativa
Entre sus obras narrativas destacan: Los escudos rojos (Czerwone tarcze), novela histórica de 1934, Madre Juana de los Ángeles (Matka Joanna od Aniołów, 1946), El viejo ladrillar (Stara cegielnia, 1946), Fama y gloria (Sława i chwała, 1956-1962), Los amantes de Marona (1961) y De perros, gatos y diablos (1968), entre otros.

### Otros
Escribió también ensayos musicales, obras de teatro (La mascarada, 1938; El matrimonio de Monsieur Balzac, 1959), recuerdos de viajes y un libro autobiográfico (Libro de mis recuerdos, 1968).

## Iwaszkiewicz y Szymanowski
Amigo del compositor polaco Karol Szymanowski, escribió para él el libreto de su ópera El rey Roger. Szymanowski confió a Iwaszkiewicz el manuscrito de su novela Efebos, que por su contenido homoerótico no quería publicar hasta después del fallecimiento de su madre. El compositor falleció antes que esta y el manuscrito se perdió en 1939, cuando la casa de Iwaszkiewicz quedó destruida por los bombardeos nazis durante el asedio de Varsovia.

## Adaptaciones cinematográficas
Algunas de las obras de Iwaszkiewicz fueron llevadas al cine, entre otros por los directores Jerzy Kawalerowicz (Madre Juana de los Ángeles) y Andrzej Wajda (Las señoritas de Wilko y El bosque de abedules). 

## Traducciones al español
- Las señoritas de Wilko. Edición de Dorota Kuzminska; traducción de Bozena Zaboklicka y José Ramón Monreal. Barcelona: Bruguera, 1984. ISBN 84-02-10294-8.
- El bosque de abedules Traducción de Mario Muñoz y Bárbara Stawicka. Xalapa, México. Universidad Veracruzana, 1984. ISBN 968-834-009-x
- El bosque de los abedules. Madre Juana de los Ángeles. Traducción de Mario Muñoz y Bárbara Stawicka. México, Universidad Veracruzana, 2010. (Biblioteca del Universitario, 34). ISBN 978-607-7605-94-2
- Madre Juana de los Ángeles. Traducción de Xavier Farré. Madrid, España. Báltica, 2025. ISBN 978-84-127830-9-4